# Brotbeutel

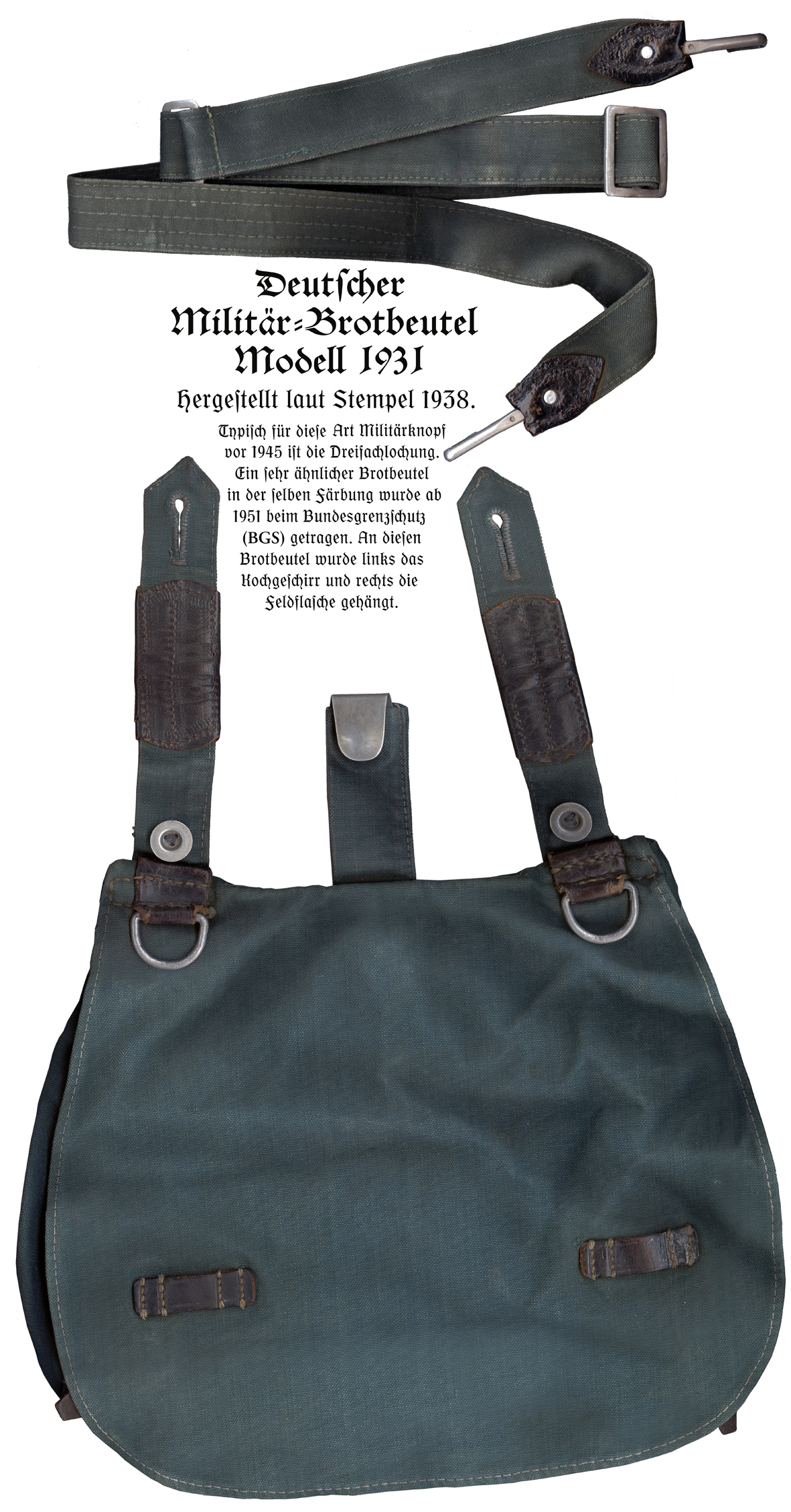
Deutscher Militärbrotbeutel, bereits 1931 in der Reichswehr eingeführt und ab dem Zweiten Weltkrieg in unzähligen Farbvarianten ausgeliefert

Der Brotbeutel ist ein militärischer Ausrüstungsgegenstand. Es handelt sich um eine Tasche, die zum Aufbewahren von Proviant, Tabak, Feldpost und anderem dient. Er wird am Koppel oder an einem Riemen über der Schulter getragen.
Die D-Ringe und Lederschlaufen am Beutel dienen zum Befestigen von Kochgeschirr und Feldflasche.
Der 1931 bei der Reichswehr eingeführte „Brotbeutel 31“ wurde später unter anderem bei der Ausrüstung der Wehrmacht, des Bundesgrenzschutzes, der Bereitschaftspolizei (bis Ende der 1970er Jahre) und der Nationalen Volksarmee der DDR adaptiert.
Die Bundeswehr nannte ihre Ausrüstungstasche klein zum in der Frühzeit ausgegebenen Sturmgepäck Kampftasche klein (rechts am Koppel getragen) und die auf dem Rücken zu tragende, vor Einführung des Jägerrucksacks, Kampftasche groß. In der Kampftasche klein sollten das Kochgeschirr und der Kocher verpackt werden, sie diente aber meist zur Aufbewahrung der Führungsausstattung und anderer vom Soldaten mitgeführter Utensilien, Kochgeschirr und Feldflasche wurden im Jägerrucksack verpackt. Beim Koppeltragegestell der Ausstattung Infanterist der Zukunft wurde der Brotbeutel zur Mehrzwecktasche.

## Galerie

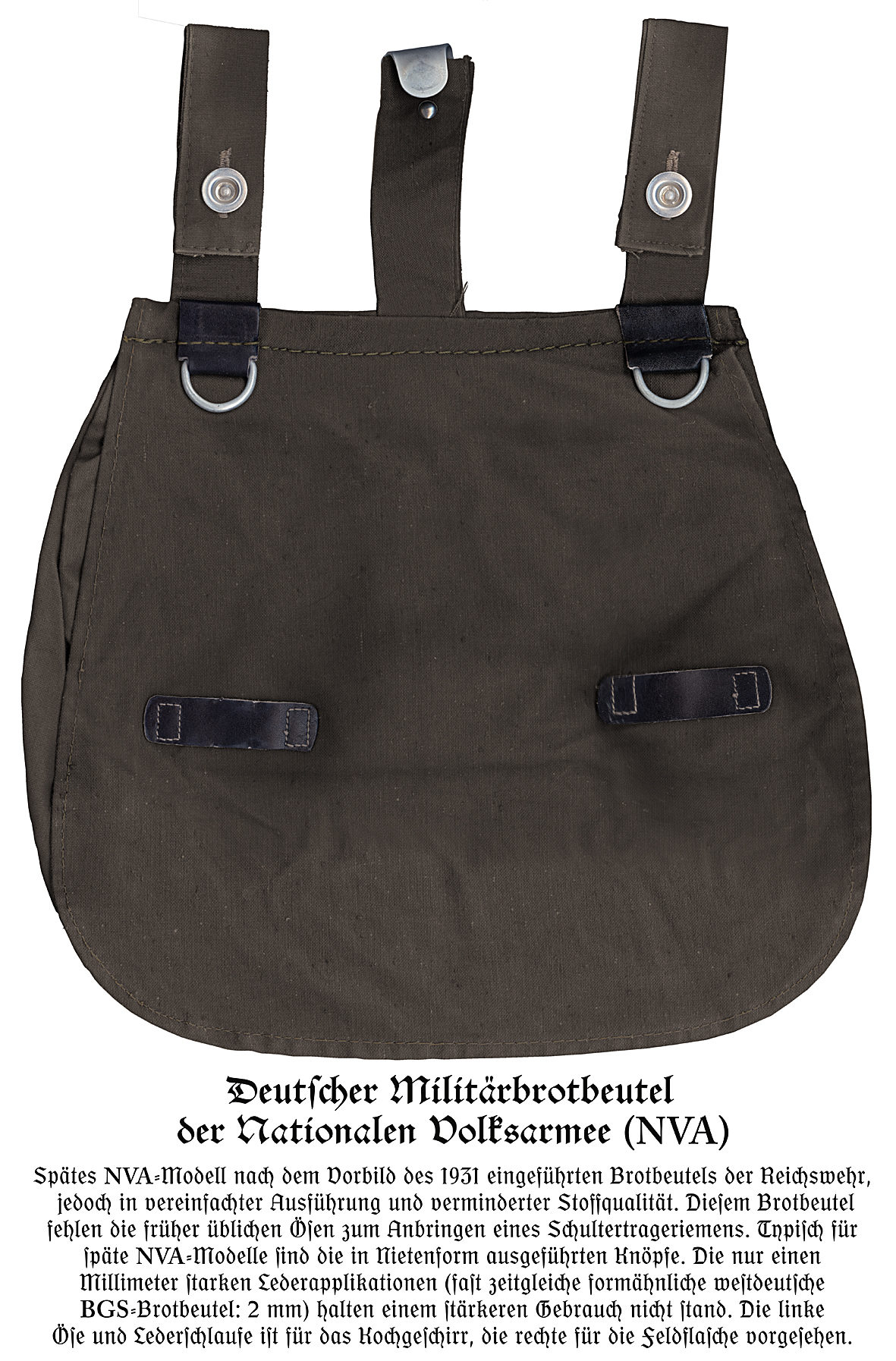
Spätes Modell des NVA-Brotbeutels
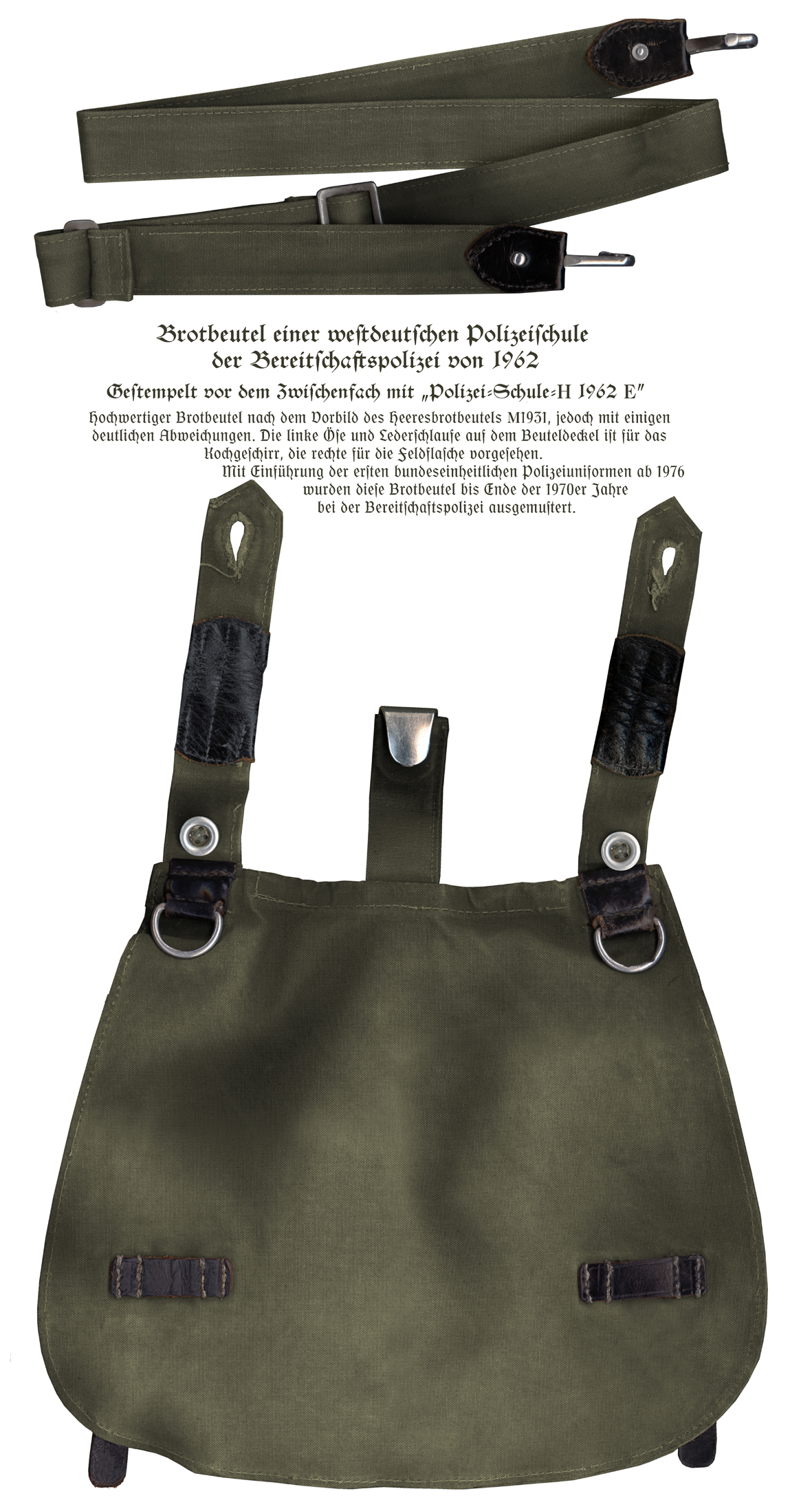
Brotbeutel einer westdeutschen Polizeischule von 1962
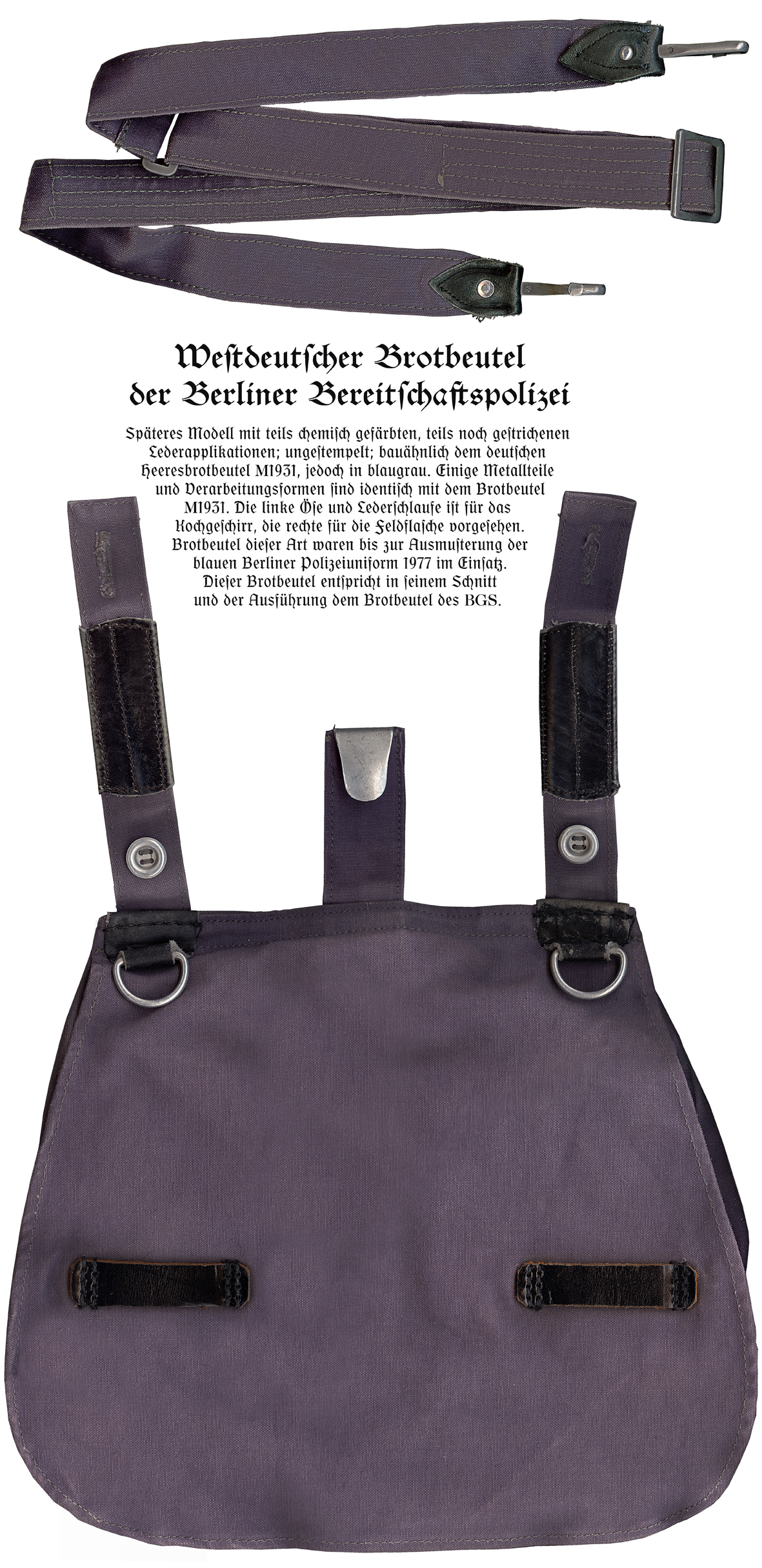
Brotbeutel der ehemals paramilitärisch geführten Berliner Bereitschaftspolizei